# Chiesa cattolica in Spagna
La Chiesa cattolica in Spagna è parte della Chiesa cattolica universale, sotto la guida spirituale del papa e della Santa Sede. Si tratta della nona nazione per numero di cattolici dopo Brasile, Messico, Filippine, Stati Uniti d'America, Repubblica Democratica del Congo, Italia, Francia, Nigeria e Colombia.

## Organizzazione ecclesiastica

Province e diocesi in Spagna.

Il territorio è suddiviso in 71 diocesi, di cui 14 sedi metropolitane:
- arcidiocesi di Barcellona che ha come suffraganee:
  - diocesi di Sant Feliu de Llobregat
  - diocesi di Terrassa
- arcidiocesi di Burgos che ha come suffraganee:
  - diocesi di Bilbao
  - diocesi di Osma-Soria
  - diocesi di Palencia
  - diocesi di Vitoria
- arcidiocesi di Granada che ha come suffraganee:
  - diocesi di Almería
  - diocesi di Cartagena
  - diocesi di Guadix
  - diocesi di Jaén
  - diocesi di Malaga
- arcidiocesi di Madrid che ha come suffraganee:
  - diocesi di Alcalá de Henares
  - diocesi di Getafe
- arcidiocesi di Mérida-Badajoz che ha come suffraganee:
  - diocesi di Coria-Cáceres
  - diocesi di Plasencia
- arcidiocesi di Oviedo che ha come suffraganee:
  - diocesi di Astorga
  - diocesi di León
  - diocesi di Santander
- arcidiocesi di Pamplona e Tudela che ha come suffraganee:
  - diocesi di Calahorra e La Calzada-Logroño
  - diocesi di Jaca
  - diocesi di San Sebastián
- arcidiocesi di Santiago di Compostela che ha come suffraganee:
  - diocesi di Lugo
  - diocesi di Mondoñedo-Ferrol
  - diocesi di Orense
  - diocesi di Tui-Vigo
- arcidiocesi di Saragozza che ha come suffraganee:
  - diocesi di Barbastro-Monzón
  - diocesi di Huesca
  - diocesi di Tarazona
  - diocesi di Teruel e Albarracín
- arcidiocesi di Siviglia che ha come suffraganee:
  - diocesi di Cadice e Ceuta
  - diocesi di Cordova
  - diocesi di Huelva
  - diocesi delle Isole Canarie
  - diocesi di Jerez de la Frontera
  - diocesi di San Cristóbal de La Laguna o Tenerife
- arcidiocesi di Tarragona che ha come suffraganee:
  - diocesi di Gerona
  - diocesi di Lleida
  - diocesi di Solsona
  - diocesi di Tortosa
  - diocesi di Urgell
  - diocesi di Vic
- arcidiocesi di Toledo che ha come suffraganee:
  - diocesi di Albacete
  - diocesi di Ciudad Real
  - diocesi di Cuenca
  - diocesi di Sigüenza-Guadalajara
- arcidiocesi di Valencia che ha come suffraganee:
  - diocesi di Ibiza
  - diocesi di Maiorca
  - diocesi di Minorca
  - diocesi di Orihuela-Alicante
  - diocesi di Segorbe-Castellón de la Plana
- arcidiocesi di Valladolid che ha come suffraganee:
  - diocesi di Avila
  - diocesi di Ciudad Rodrigo
  - diocesi di Salamanca
  - diocesi di Segovia
  - diocesi di Zamora
- ordinariato militare

Fino al 1963 era assegnato ad un prelato spagnolo il titolo, solo ad honorem, di patriarca delle Indie occidentali.
Nel 2016 papa Francesco ha eretto l'ordinariato di Spagna per i fedeli di rito orientale, prima circoscrizione ecclesiastica spagnola per fedeli delle Chiese sui iuris residenti nel Paese.
Attualmente 3 circoscrizioni ecclesiastiche sono rette da un cardinale:
- Arcidiocesi di Barcellona, retta dal cardinale Juan José Omella;
- Arcidiocesi di Madrid e ordinariato di Spagna per i fedeli di rito orientale, rette dal cardinale José Cobo Cano.

## Conferenza episcopale

Logo della Conferenza episcopale spagnola.

Elenco dei presidenti della Conferenza episcopale spagnola:
- Cardinale Enrique Pla y Deniel (1958 - 1966)
- Cardinale Fernando Quiroga y Palacios (1966 - 1969)
- Arcivescovo Casimiro Morcillo González (1969 - 1971)
- Cardinale Vicente Enrique y Tarancón (1971 - 1981)
- Arcivescovo Gabino Díaz Merchán (1981 - 1987)
- Cardinale Ángel Suquía Goicoechea (1987 - 1993)
- Arcivescovo Elías Yanes Álvarez (1993 - 1999)
- Cardinale Antonio María Rouco Varela (2 marzo 1999 - 8 marzo 2005)
- Vescovo Ricardo Blázquez Pérez (8 marzo 2005 - 4 marzo 2008)
- Cardinale Antonio María Rouco Varela (4 marzo 2008 - 12 marzo 2014)
- Cardinale Ricardo Blázquez Pérez (12 marzo 2014 - 3 marzo 2020)
- Cardinale Juan José Omella (3 marzo 2020 - 5 marzo 2024)
- Arcivescovo Luis Javier Argüello García, dal 5 marzo 2024

Elenco dei vicepresidenti della Conferenza episcopale spagnola:
- Arcivescovo Casimiro Morcillo González (1966 - 1969)
- Cardinale Vicente Enrique y Tarancón (1969 - 1971)
- Cardinale José María Bueno y Monreal (1972 - 1978)
- Arcivescovo José María Cirarda Lachiondo (1978 - 1981)
- Arcivescovo José Delicado Baeza (1981 - 1987)
- Arcivescovo Elías Yanes Álvarez (1987 - 1993)
- Arcivescovo Fernando Sebastián Aguilar, C.M.F (1993 - 2 marzo 1999)
- Cardinale Ricardo María Carles Gordó (2 marzo 1999 - marzo 2002)
- Arcivescovo Fernando Sebastián Aguilar (marzo 2002 - 8 marzo 2005)
- Cardinale Antonio Cañizares Llovera (8 marzo 2005 - 4 marzo 2008)
- Arcivescovo Ricardo Blázquez Pérez (4 marzo 2008 - 12 marzo 2014)
- Cardinale Carlos Osoro Sierra (12 marzo 2014 - 14 marzo 2017)
- Cardinale Antonio Cañizares Llovera (14 marzo 2014 - 3 marzo 2020)
- Cardinale Carlos Osoro Sierra (3 marzo 2020 - 5 marzo 2024)
- Cardinale José Cobo Cano, dal 5 marzo 2024

Elenco dei segretari generali della Conferenza episcopale spagnola:
- Vescovo José Guerra Campos (1966 - 1972)
- Vescovo Elías Yanes Álvarez (1972 - 1977)
- Monsignore Jesús Iribarren Rodríguez (1977 - 1982)
- Vescovo Fernando Sebastián Aguilar, C.M.F. (1982 - 1988)
- Arcivescovo Agustín García-Gasco Vicente (1988 - 1993)
- Vescovo José Sánchez González (18 febbraio 1993 - 23 aprile 1998)
- Vescovo Juan José Asenjo Pelegrina (23 aprile 1998 - 18 giugno 2003)
- Vescovo Juan Antonio Martínez Camino (18 giugno 2003 - 20 novembre 2013)
- Vescovo José María Gil Tamayo (20 novembre 2013 - 21 novembre 2018)
- Arcivescovo Luis Javier Argüello García (21 novembre 2018 - 23 novembre 2022)
- Vescovo Francisco César García Magán, dal 23 novembre 2022